# Svartokspungråtta
Svartokspungråtta (Caluromysiops irrupta) är ett pungdjur som förekommer i Sydamerika och den enda arten i sitt släkte.

## Beskrivning
Den långa och ulliga pälsen har huvudsakligen en grå färg. Kännetecknande är två svarta strimmor från framfötterna över skulderbladet, där de förenas. Strimmorna delar sig ibland på ryggen igen och fortsätter mot buken samt till bakbenen. I ansiktet finns otydliga mörka strimmor. Svansen är bra täckt med hår med undantag av slutets undersida som saknar hår. Kroppslängden ligger mellan 25 och 33 cm och därtill kommer en 31 till 40 cm lång svans.
Arten är känd från två områden i sydöstra Peru respektive västra Brasilien. Habitatet utgörs av fuktiga skogar upp till 700 meter över havet. Djuret hittas oftast i trädens toppar.
Denna pungråtta är främst aktiv på natten och vistas vanligen i träd. Födan utgörs främst av nektar och möjligen även av frukter. Individer i fångenskap åt dessutom små gnagare.
En individ i fångenskap blev nästan åtta år gammal.
I Brasilien hotas arten något av habitatförstörelse och i Peru vistas den i ett naturskyddsområde. Därför listas den av IUCN som livskraftig (LC).